# Cyphomyrmex olitor
Cyphomyrmex olitor är en myrart som beskrevs av Auguste-Henri Forel 1893. Cyphomyrmex olitor ingår i släktet Cyphomyrmex och familjen myror. Inga underarter finns listade i Catalogue of Life.